# Кубок Північної Кореї з футболу
Кубок Північної Кореї з футболу (Hwaebul Cup, 홰불, Torch) — футбольний клубний турнір в Північній Кореї , який проводиться під егідою Футбольної асоціації Північної Кореї. Переможець змагання представляє країну у Кубку АФК.

## Історія
Турнір виник у 2013 році. Першим переможцем став клуб 25 квітня.

## Формат
Конкурс проводиться до Дня Молоді, 28 серпня, одного з головних свят Північної Кореї.
У турнірі беруть участь команди з Елітної Ліги Макао. Розіграш кубка проводиться за змішаною системою: змагання у групах та плей-оф.
Усі матчі проводяться на одному стадіоні у Пхеньяні, який змінюється щороку.

## Фінали
| Сезон   | Переможець              | Рахунок                 | Фіналіст                |
| ------- | ----------------------- | ----------------------- | ----------------------- |
| 2013    | 25 квітня               | +:-                     | Сонбон                  |
| 2014    | 25 квітня               | 1:0                     | Хвепуль                 |
| 2015    | 25 квітня               | 5:1                     | Кігванчха               |
| 2016    | 25 квітня               | 2:2 пен. 3:2            | Хвепуль                 |
| 2017    | Собаексу                | 3:2 дч                  | Йомйон                  |
| 2018    | Йомйон                  |                         |                         |
| 2019    | Йомйон                  | 4:1                     | Пхеньян                 |
| 2020-21 | змагання не проводились | змагання не проводились | змагання не проводились |
| 2022    | Рімьонсу                | 2:1                     | 25 квітня               |
| 2023    | Амноккан                | 3:2                     | 25 квітня               |

## Титули за клубами
| Команда   | Перемоги                   |
| --------- | -------------------------- |
| 25 квітня | 4 (2013, 2014, 2015, 2016) |
| Йомйон    | 2 (2018, 2019)             |
| Собаексу  | 1 (2017)                   |
| Рімьонсу  | 1 (2022)                   |
| Амноккан  | 1 (2023)                   |